# 太元堂
太元寺舊稱太元堂，位於台灣嘉義市，由龍華派信徒李豐義（法號普算）創建於1846年，屬於齋教龍華派漢陽堂系之嘉義齋堂。佛教化後，龍華派儀式不再舉行，並改太元寺為一女出家眾道場。

## 歷史沿革

### 清領時期
- 清朝乾隆年間，龍華派信徒李芳義、董麗水與沈晉籌等人建立齋堂主祀觀世音菩薩，以做舉行龍華派宗教儀式之用，稱太元堂。[1]
- 1846年，龍華派信徒李豐義（法號:普算；龍華派漢陽堂系）購置房產，把太元堂遷至今址，並擔任首任堂主。
- 1865年，柯神助之妻許氏資助下，太元堂建立”七祖廳”。
- 1870年，翁普柱資助下太元堂擴建。
- 1871年，李普化（法號）資助，太元堂格局擴建為三進雙護龍式。
- 1873年，周普錄（法號）等，捐獻田產土地，地租供齋堂資金。

### 日治時期
- 1906年，大地震太元堂損壞。翌年齋友重建之。
- 1920年，加入由金幢、龍華、先天，齋教三大派別組成之台灣佛教龍華會。
- 1938年，皇民化運動下日本總督打壓台灣信仰，太元堂之佛像被迫遷至嘉義九華山地藏庵。太元堂寺院廟產則被濟美會（日本政府指導下由民間寺廟組織之慈善團體）接收，宗教活動終止。[2]

### 戰後時期
- 二次大戰結束，信徒重新迎回佛像，太元堂重新運作。
- 1952年，葉瑟（法號純淨）任堂主。
- 1957年，葉堂主，聘請佛教僧侶永妙法師（俗名賴鏡妙，於大仙寺受戒；尼師），為住持負責佛教講習會與誦經法會。
- 1964年，佛教居士鐘永成受聘為太元堂住持。
- 1977年，太元寺廟產皆歸入寺廟名下，同年申請財團法人。
- 1983年，佛教僧侶慧永法師（俗名張清琴；尼師）任董事兼住持。
- 1986年，太元寺重建。1989年完工。

## 祭祀
- 一樓：西方三聖（阿彌陀佛、觀世音菩薩、大勢至菩薩）、地藏王菩薩、彌勒尊佛；左右配祀伽藍尊者、韋馱菩薩。太元堂齋教龍華派歷代祖師蓮座。[3]

- 二樓：釋迦文佛、文殊菩薩、普賢菩薩、開基觀世音菩薩（太元堂原主奉）